# Meccanica e natura
Meccanica e natura è il terzo album in studio del gruppo musicale italiano Jolaurlo, pubblicato nel 2011.

## Descrizione
Gli arrangiamenti dell'album sono di Gianni Masci con la collaborazione di Jolaurlo e Ale Bavo, ad eccezione delle tracce Il buio, Il caos arrangiate da Maurice Noah e Rossella Pellegrini. I testi sono tutti di Marzia Stano, tranne quello di Annarella, cover dei CCCP - Fedeli alla linea, registrata dal vivo al centro sociale TPO di Bologna, nel 2008.
Sono state realizzati i videoclip di due brani : Polistirolo e Annarella.

## Tracce
1. Polistirolo – 3:58 (testo: Stano – musica: Masci)
2. Sempre – 3:32 (testo: Stano – musica: Masci)
3. Androide – 4:00 (testo: Stano – musica: Masci)
4. Il buio – 3:10 (testo: Stano – musica: Pellegrini/Barnabei)
5. Chiaroscuro – 2:57 (testo: Stano – musica: Masci)
6. Banale – 3:43 (testo: Stano – musica: Stano/Masci)
7. Valentina – 3:15 (testo: Stano – musica: Masci)
8. Cinema – 3:35 (testo: Stano – musica: Stano/Masci)
9. Caos – 3:34 (testo: Stano – musica: Barnabei/Pellegrini)
10. Senza paura – 5:48 (testo: Stano – musica: Masci)
11. Annarella – 4:12 (testo: Ferretti – musica: CCCP)

Durata totale: 41:44

## Formazione
- Marzia Stano - voce, synth
- Gianni Masci - chitarra elettrica e acustica, octopad, programmazione, campionatore, synth, seconda voce
- Rossella Pellegrini - basso, chitarra elettrica, rumori
- Maurice Noah - programmazione, campionatore, Moog
- Salvatore Nobile - batteria